# Dykańka
Dykańka (ukr. Диканька) – osiedle typu miejskiego w obwodzie połtawskim na Ukrainie, siedziba władz rejonu dykańskiego.
Osada pochodzi z połowy XVII wieku, status osiedla typu miejskiego posiada od roku 1957. Atrakcją jest muzeum poświęcone twórczości Nikołaja Gogola, który akcję kilku swoich opowiadań ulokował w sielskim krajobrazie Dykańki. Zachowało się też kilkanaście XIX-wiecznych wiejskich chałup w charakterystycznych dla ukraińskiej wsi błękitnych kolorach.
W 2013 liczyła 7824 mieszkańców.
Dojazd - autobusami z Połtawy.

## Kultura

### Muzea i galerie
- Państwowe Muzeum Historii Lokalnej
- Galeria Obrazów